# Лонсестон (Тасманія)
Лонсестон (англ. Launceston) — місто в Австралії, штат Тасманія.

## Географія
Місто Лонсестон розташоване на північному сході австралійського острова Тасманія, біля входу в долину Теймар. У Лонсестон зливаються води річок Норт-Іск та Саут-Іск в єдину річку Теймар, широку, як озеро, і впадає на 60 кілометрах північніше міста в протоку Басса.
Чисельність населення Лонсестона становить 71 395 чоловік (на 2006 рік), а з передмістями — 103 000 чоловік, що робить його другим за величиною містом Тасманії (після столиці Гобарта).

## Історія
Лонсестон заснував 1806 року полковник Вільям Патерсон, тому спочатку місто мало назву Патерсон. Однак незабаром У. Патерсон змінює його, на честь тодішнього губернатора Австралії Філіпа Кінга, який народився в містечку Лонсестон в Корнуоллі. Перше поселення — військовий табір загону Патерсона, з'явився в околицях Лонсестона в 1804 році (на території нинішнього Джорджтауна). Потім, через кілька тижнів він був перенесений далі вглиб острова, на місце нинішнього Йорктауна. Через рік табір знову був переміщений — уже остаточно — на територію нинішнього міста.

## Пам'ятки
Заснований 1806 року, Лонсестон є одним із найстаріших міст Австралії. Багатий парками, за що носить в Тасманії ім'я «місто-сад Півночі». У центрі Лонсестон збереглися чудові споруди, створені у вікторіанському стилі.
Варта уваги також скельна ущелина Катаракта Жорж(англ. Cataract George) за 2 кілометри на захід від центру Лонсестона. По стежці, що веде вздовж ущелини, можна вийти до величних озер і водоспадів. Найбільше в Тасманії відвідують парк атракціонів Пенні Ройал Уорлд. Це одночасно музей просто неба та місце розваг.

## Прапор
Три лінії, що перетинають прапор, символізують три річки, що протікають через місто — Норт-ЕСК, Саут-ЕСК та Теймар. Зелений пояс у верхній частині являє парки, сади і навколишні села. Квіти представляють красу природи.

## Відомі особистості
В поселенні народився:
- Пітер Скалторп (1929—2014) — австралійський композитор.
- Рейчел Тейлор (1984) — австралійська й американська акторка.